# Ам (Нор)
Ам (фр. Hem) — коммуна во Франции, регион О-де-Франс, департамент Нор, округ Лилль, кантон Круа. Пригород Лилля, расположен в 10 км к востоку от столицы региона, в 5 км от национальной автомагистрали N227. Через территорию коммуны протекает река Ла-Марк, приток Эско (Шельды).
Население (2017) — 18 617 человек.

## Достопримечательности
- Церковь Святого Корнелия
- Часовня Святой Терезы и младенца Иисуса 1958 года

## Экономика
Структура занятости населения:
- сельское хозяйство — 0,3 %
- промышленность — 4,9 %
- строительство — 4,4 %
- торговля, транспорт и сфера услуг — 58,0 %
- государственные и муниципальные службы — 32,3 %

Уровень безработицы (2017) — 18,0 % (Франция в целом — 13,4 %, департамент Нор — 17,6 %). 

Среднегодовой доход на 1 человека, евро (2017) — 20 910 (Франция в целом — 21 110, департамент Нор — 19 490).

## Демография
Динамика численности населения, чел.

## Администрация
Пост мэра Ама с 2020 года занимает член партии Союз демократов и независимых Франсис Веркамер (Francis Vercamer), бывший депутат Национального собрания от 7-го избирательного округа департамента Нор. На муниципальных выборах 2020 года возглавляемый им центристский список победил в 1-м туре, получив 79,38 % голосов.
| Период | Период | Фамилия              | Партия                                     | Примечания                                               |
| ------ | ------ | -------------------- | ------------------------------------------ | -------------------------------------------------------- |
| 1977   | 1983   | Жан-Клод Прово       | Социалистическая партия                    | профессор                                                |
| 1983   | 1998   | Мари-Маргерит Массар | Союз за французскую демократию             | медсестра, член Генерального совета департамента         |
| 1998   | 2017   | Франсис Веркамер     | Новый центр, Союз демократов и независимых | руководитель предприятия, депутат Национального собрания |
| 2017   | 2020   | Паскаль Нис          | Республиканцы                              | руководитель предприятия                                 |
| 2020   |        | Франсис Веркамер     | Союз демократов и независимых              |                                                          |

## Города-побратимы
- Моссли,Великобритания
- Виль, Германия
- Алжуштрел, Португалия